# Желехлін (Куявсько-Поморське воєводство)
Желехлін (пол. Żelechlin) — село в Польщі, у гміні Роєво Іновроцлавського повіту Куявсько-Поморського воєводства.
Населення — 95 осіб (2011).
У 1975-1998 роках село належало до Бидгощського воєводства.

## Демографія
Демографічна структура станом на 31 березня 2011 року:
|          | Загалом | Допрацездатний вік | Працездатний вік | Постпрацездатний вік |
| -------- | ------- | ------------------ | ---------------- | -------------------- |
| Чоловіки | 45      | 9                  | 30               | 6                    |
| Жінки    | 50      | 9                  | 29               | 12                   |
| Разом    | 95      | 18                 | 59               | 18                   |